# Japan Soccer League 1989-1990
La temporada 1989-1990 de la Japan Soccer League fue el vigésimo quinto campeonato de Primera División del fútbol japonés organizado por la Japan Soccer League. El torneo se desarrolló en una rueda de todos contra todos, desde el 8 de septiembre de 1990 hasta el 5 de mayo de 1991. 
El campeón fue el Nissan Motors, por segunda vez en su historia.

## Clasificación

### Primera División
| Pos | Club                | PTS | W  | D | L  | GF | GA | GD   |
| --- | ------------------- | --- | -- | - | -- | -- | -- | ---- |
| 1   | Nissan              | 47  | 14 | 5 | 3  | 44 | 26 | ＋18 |
| 2   | Yomiuri S.C.        | 46  | 13 | 7 | 2  | 36 | 16 | ＋22 |
| 3   | ANA Club            | 40  | 11 | 7 | 4  | 34 | 19 | ＋15 |
| 4   | Furukawa Electric   | 38  | 10 | 8 | 4  | 25 | 16 | ＋9  |
| 5   | Yamaha Motors       | 34  | 9  | 7 | 6  | 23 | 19 | ＋4  |
| 6   | Honda               | 32  | 10 | 2 | 10 | 32 | 29 | ＋3  |
| 7   | Yanmar Diesel       | 27  | 6  | 9 | 7  | 20 | 23 | －3  |
| 8   | Nippon Kokan        | 24  | 5  | 9 | 8  | 16 | 32 | －16 |
| 9   | Toshiba             | 20  | 4  | 8 | 10 | 20 | 28 | －8  |
| 10  | Matsushita Electric | 19  | 4  | 7 | 11 | 24 | 31 | －7  |
| 11  | Fujita Engineering  | 17  | 4  | 5 | 13 | 17 | 30 | －13 |
| 12  | Hitachi             | 13  | 3  | 4 | 15 | 12 | 26 | －24 |

|  |                                 |
|  | Copa de Clubes de Asia 1990-91. |
|  | Segunda División.               |

### Segunda División
| Pos | Club                   | PTS | W  | D  | L  | GF | GA | GD   | Clasificación    |
| --- | ---------------------- | --- | -- | -- | -- | -- | -- | ---- | ---------------- |
| 1   | Mitsubishi Motors      | 70  | 22 | 4  | 4  | 89 | 25 | ＋64 | Primera División |
| 2   | Toyota Motors          | 69  | 22 | 3  | 5  | 84 | 26 | ＋58 | Primera División |
| 3   | Mazda                  | 67  | 20 | 7  | 3  | 62 | 20 | ＋42 |                  |
| 4   | Kyoto Shiko Club       | 60  | 17 | 9  | 4  | 61 | 28 | ＋33 |                  |
| 5   | Fujitsu                | 55  | 17 | 4  | 9  | 58 | 35 | ＋23 |                  |
| 6   | Sumitomo               | 52  | 14 | 10 | 6  | 50 | 27 | ＋23 |                  |
| 7   | Tanabe Pharmaceuticals | 52  | 15 | 7  | 8  | 44 | 36 | ＋8  |                  |
| 8   | Kawasaki Steel         | 49  | 14 | 7  | 9  | 47 | 23 | ＋24 |                  |
| 9   | NTT Kanto              | 47  | 13 | 8  | 9  | 41 | 32 | ＋9  |                  |
| 10  | Cosmo Oil              | 32  | 8  | 8  | 14 | 38 | 39 | －1  |                  |
| 11  | Toho Titanium          | 27  | 6  | 9  | 15 | 26 | 56 | －30 |                  |
| 12  | Kofu Club              | 24  | 5  | 9  | 16 | 25 | 51 | －26 |                  |
| 13  | Nippon Steel           | 24  | 7  | 3  | 20 | 29 | 68 | －39 |                  |
| 14  | Osaka Gas              | 19  | 5  | 4  | 21 | 17 | 78 | －61 |                  |
| 15  | Mazda Auto Hiroshima   | 12  | 3  | 3  | 24 | 30 | 87 | －57 | Ligas Regionales |
| 16  | Teijin S.C. Matsuyama  | 11  | 2  | 5  | 23 | 16 | 86 | －70 | Ligas Regionales |